# Christopher Jullien
Christopher Jullien (ur. 22 marca 1993 w Lagny-sur-Marne) – francuski piłkarz występujący na pozycji obrońcy. Wychowanek US Torcy, w trakcie swojej kariery grał w takich zespołach jak Auxerre, Freiburg, Dijon oraz Toulouse. Młodzieżowy reprezentant Francji.